# Alexanderplatz

Vista de la plaza en 2015

La Alexanderplatz es una gran plaza ubicada en el centro de Berlín, cerca del río Spree y el Palacio Real de Berlín, entre otros edificios históricos. Originalmente se llamaba Ochsenmarkt o mercado del buey, y es uno de los centros neurálgicos de la ciudad, como Potsdamer Platz.
La plaza, llamada simplemente Alex por los berlineses, oficia también de centro de trasbordo de pasajeros. Está rodeada por varios edificios y estructuras de envergadura, como la Torre de telecomunicaciones de Berlín. En la misma Alexanderplatz se encuentran ubicados, entre otros, el Park Inn Hotel Berlín, el edificio más alto de la ciudad, y el Reloj Mundial, una gran estructura de metal que rota permanentemente y muestra la hora de todo el mundo.

## Historia

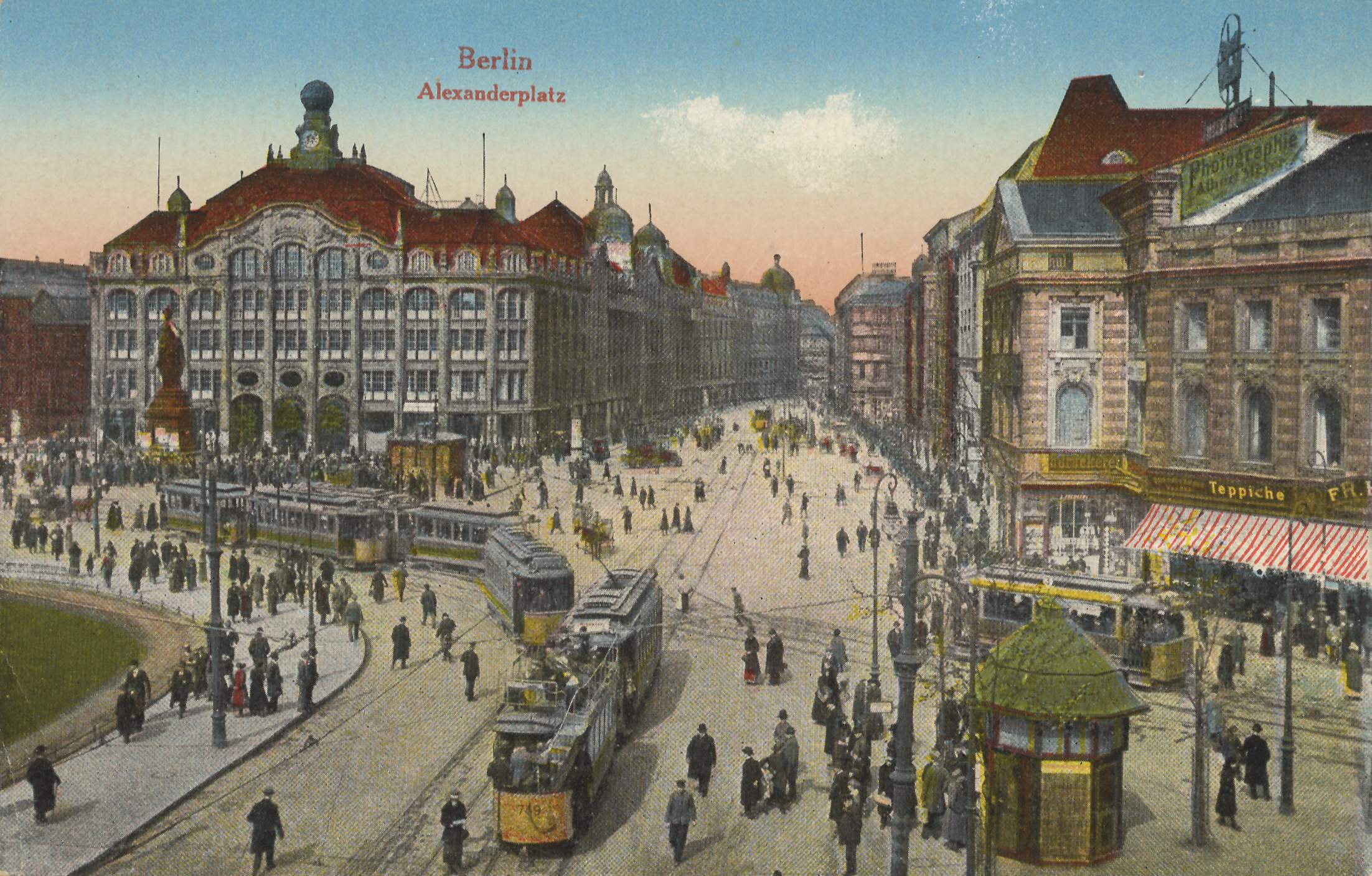
Hacia 1900.

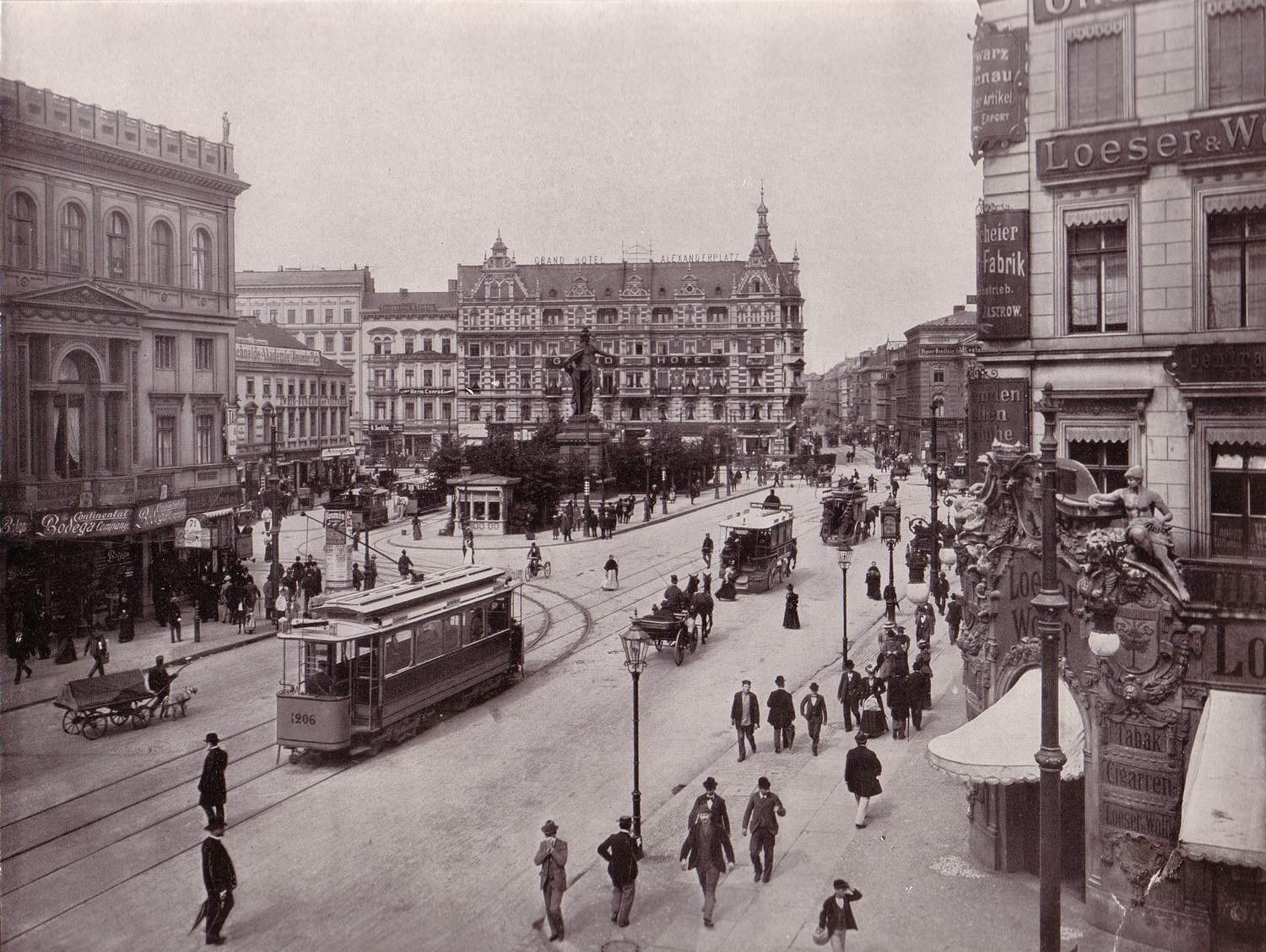
La Alexanderplatz en Berlín (1903)

Originalmente un mercado de venta de ganado, recibió su nombre en honor de una visita a Berlín del zar Alejandro I de Rusia, el 25 de octubre de 1805. A fines del siglo XIX la plaza cobró importancia como centro comercial con la construcción de una estación de metro del mismo nombre y un mercado; por esa época se levantó en su centro la estatua alegórica de Berolina. Tuvo su auge en los años 1920, cuando junto con Potsdamer Platz era considerada el corazón de la noche berlinesa, llegando a inspirar la novela Berlin Alexanderplatz, de Alfred Döblin, publicada en 1929.

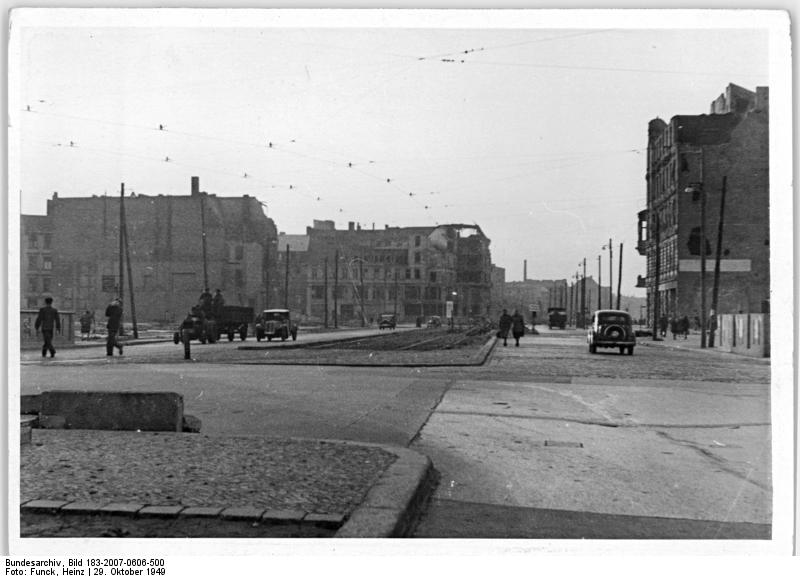
1949, en ruina, sin escombros.

Durante la batalla de Berlín, en el marco de la Segunda Guerra Mundial, la plaza fue fuertemente dañada por los bombardeos y los combates.

## Arquitectura
Alexanderplatz fue rediseñada varias veces en su historia, siendo las reformas de los años 1960 las últimas de magnitud, en las que la plaza fue ampliada como parte del plan de rediseño del centro de Berlín, encarado por la República Democrática Alemana. Se convirtió a partir de entonces en uno de los espacios públicos más importantes de Berlín Oriental. Tras la reunificación alemana, Alexanderplatz fue sometida de nuevo a varios cambios y reformas, al igual que los edificios que la rodean y buena parte de la ciudad.
A pesar de la construcción de una línea de tranvía y el agregado de algunos espacios verdes, la plaza ha conservado su marcado carácter socialista. Se conserva, por ejemplo, la Fuente de la Amistad de los Pueblos, blanco frecuente de graffitis y pintadas. En 1993 se publicaron planes que hablaban de la construcción de varios rascacielos, pero la falta de demanda e interés hizo decaer la iniciativa y es improbable que se lleve a cabo. Sin embargo, a partir de 2004 se han rediseñado algunos edificios y está planeada la construcción de algunas estructuras nuevas en el sector sudeste de la plaza. Intervienen arquitectos de la talla de Josef Paul Kleihues.

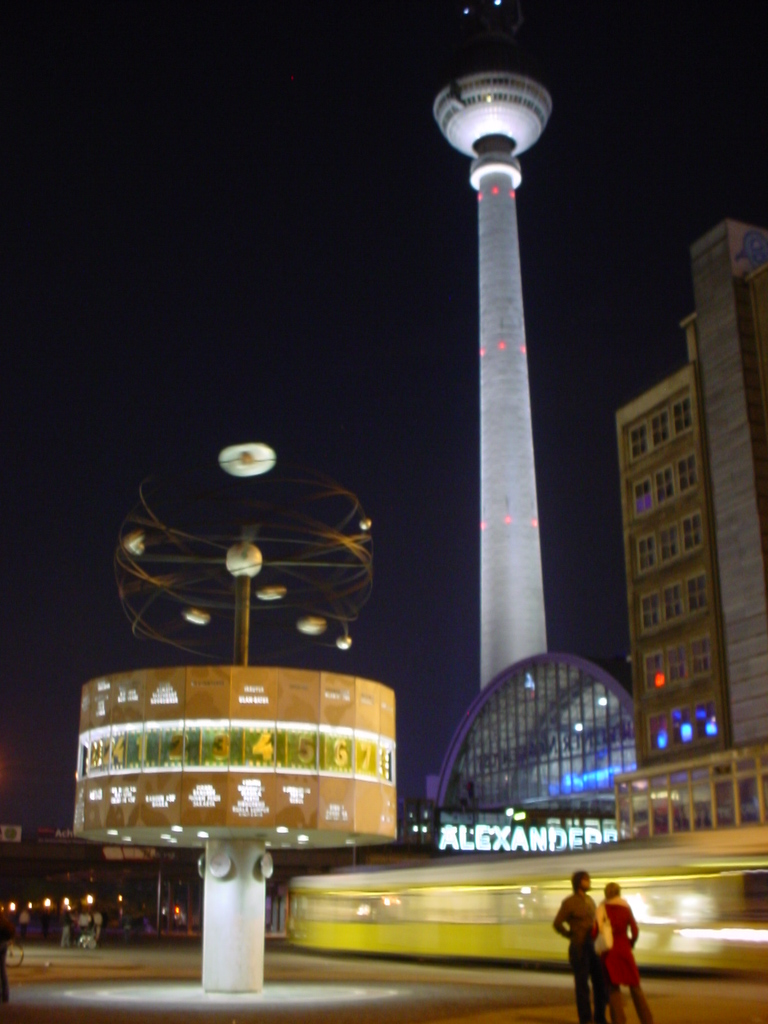
Alexanderplatz de noche, de fondo la torre de telecomunicaciones de Berlín y la estación del metro, delante el tranvía y el Reloj Mundial.

En mayo de 2007, los obreros que realizaban obras de alcantarillado en la plaza, descubrieron en su subsuelo el que se considera como el mayor búnker de la Alemania nazi construido en la capital alemana.
La construcción, de la que se había olvidado su existencia, fue levantada entre 1941 y 1943 como refugio de la compañía alemana de ferrocarriles.
El búnker está situado junto a la Casa de los Profesores y se desconocen sus dimensiones exactas.